# 미쉘 벨리그린
미쉘 벨리그린(Michelle Belegrin, 1979년 1월 23일 ~ )은 미국의 배우, 영화배우, 모델, 텔레비전 배우이다.

## 방송
- 디자이어

## 영화
- 프로젝트 솔리튜드 (2009년)
- 포 어 피스트풀 오브 다이아몬드 (2009년)
- 블러드 앤 본 (2009년)
- 레드 71 (2008년)
- 디자이어 (2006년)
- 팟헤드: 더 무비 (2005년)